# 니콜라이 비르타

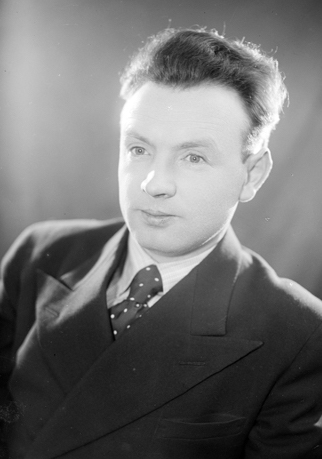

니콜라이 비르타(Nikolai Yevgeniyevich Virta, 러시아어: Никола́й Евге́ньевич Вирта́, 1906년 12월 19일 ~ 1976년 1월 3일)는 소비에트 연방의 극작가다.
안토노프 일파의 농민의 반란을 그린 자작소설 <고독>을 각색한 <토지>(1937)로 극작을 시작하여, 독소 전쟁 후의 농촌을 그린 <우리들이 일용할 양식> <망해가는 자의 음모>(1949) 등으로 잘 알려져 있다.